# Glenea andamanica
Glenea andamanica là một loài bọ cánh cứng trong họ Cerambycidae.